# Mercè Canela
Mercè Canela i Garayoa (San Guim de Freixanet, la Segarra, 1956) escritora y traductora española.
Estudió arqueología en la Universidad Autónoma de Barcelona, donde además trabajó como bibliotecaria antes de trasladarse a Bruselas para trabajar como documentalista en la Unión Europea. 
Comenzó a escribir de muy joven y se declara fundamentalmente escritora, en 1976, la editorial La Galera le publicó una primera narración para jóvenes De qui és el bosc?, y ese mismo año ganó el premio Josep M. Folch i Torres con L’escarabat verd. Ha publicado varias novelas de literatura infantil y juvenil y novelas de diversa temática con las que le han otorgado varios galardones. En 1984 formó parte de la lista de honor del IBBY con Asperú, joglar embruixat. 
Ha traducido al catalán obras en alemán, francés e italiano. Además ha publicado: Un passeig pel Poble Espanyol (Beta, Barcelona, 1998), que explica la historia del Pueblo español de Montjuïc en Barcelona. En 1980, entró a formar parte del consejo de redacción de la revista Cavall Fort y es directora desde 1998. También es directora de la revista El Tatano.

### Narrativa infantil y juvenil
- De qui és el bosc? (La Galera, Barcelona, 1976).
- L'escarabat verd. (La Galera, Barcelona, 1977).
- Utinghami, el rei de la boira (La Galera, Barcelona, 1979).
- ’’La fantasia inacabable d'Antoni Gaudí (Blume, Barcelona, 1980).
- Quan l'Eloi va ser música (La Galera, Barcelona, 1981).
- Asperú, joglar embruixat (La Galera, Barcelona, 1982).
- Lluna de tardor. (La Magrana, Barcelona, 1982).
- A una mà el sol i a l'altra la lluna (Argos-Vergara, Barcelona, 1982).
- Un gat dalt del teulat (La Galera, Barcelona, 1983).
- Globus de lluna plena (Argos-Vergara, Barcelona, 1983).
- Els set enigmes de l'iris (La Galera, Barcelona, 1984).
- El planeta dels set sols. (Xarxa de Biblioteques Soler i Palet, Tarrasa, 1985 / Barcelona: La Magrana, Barcelona, 1993).
- Ara torno. (La Magrana, Barcelona, 1985).
- L'ou de cristall (La Galera, Barcelona, 1987).
- Nicolaua braç de ferro (Teide, Barcelona, 1987).
- El rastre de les bombolles. (La Magrana, Barcelona, 1990).
- S'ha de ser animal! (Cruïlla, Barcelona, 1992).
- Les portes del temps (Cruïlla, Barcelona, 1995).
- Per un plat de macarrons. (Cruïlla, Barcelona, 1997).
- La casa de les acàcies. (Barcanova, Barcelona, 1997).
- Els dimarts del senyor F. (Cruïlla, Barcelona, 1998).
- Una pintura als llençols. (Cruïlla, Barcelona, 2004).
- La butxaca prodigiosa (Cruïlla, Barcelona, 2007).

### Traducciones
- Del alemán
  - AUER, Martin: Allò que ningú no pot saber [Was niemand wissen kann]. (La Galera, Barcelona, 1989).
  - BOGE-ERLI, Nortrud: El porc viatger [Emil Reiseschwein und die Meermonster]. (Cruïlla, Barcelona, 1997).
  - DIECK, Barbara: Un viatge mogudet [Klassenfahrt und coole Typen]. (Cruïlla, Barcelona, 1997).
  - MENSCHING, Gerhard: L'amic fantasma [Das Gespenterfreund]. (La Galera, Barcelona, 1990).
  - NÖSTLINGER, Christine: L'autèntica Susi [Echt Susi]. (Cruïlla, Barcelona, 1996).
  - PLUDRA, Benno: El cor del pirata [Das Herz des Piraten]. (La Galera, Barcelona, 1986).

- Del castellano
  - LALANA, Fernando: El Papu està pioc [El Coco está pachucho]. (Casals, Barcelona, 1997).

- Del francés
  - DEMEURE, Jean-Paul: Milac [Milac]. (Cruïlla, Barcelona, 0000)
  - FERRI, Jean-Yves; LARCENET, Manu: El retorn a la terra 1. L'autèntica vida. (Bang, Barcelona, 2006).
  - FERRI, Jean-Yves; LARCENET, Manu: El retorn a la terra 2. Els projectes [Le retour à la terre 2. Les projets]. (Bang, Barcelona, 2006).

- Del italiano
  - BARICCO, Alessandro: Seda [Seta]. (La Magrana, Barcelona, 1997).
  - BARICCO, Alessandro: Oceà [Oceano Mare]. (La Magrana, Barcelona, 1997).
  - BARICCO, Alessandro: Terres de vidre [Castelli di Rabbia]. (La Magrana, Barcelona, 1998).
  - BARICCO, Alessandro: Novecento: un monòleg [Novecento: un monólogo]. (La Magrana, Barcelona, 2000).

### Obra traducida
- Traducciones de Asperú, joglar embruixat
  - Castellano. Asperú, el juglar embrujado. (Trad. Jesús Ballaz Zabalza). La Galera, Barcelona, 1983.
- Traducciones de A una mà el sol i a l'altra la lluna
  - Castellano. En una mano el sol y en la otra la luna. (Trad. María Eugenia Rincón). Argos-Vergara, Barcelona, 1982.
  - Eusquera. Esku patez eguzkia eta besteax i larga. (Trad. Josu Landa). Argos-Vergara, Barcelona, 1983.
  - Gallego. Nunha mano o sol e na outra a lúa. (Trad. Basilio Losada). Argos-Vergara, Barcelona, 1982.
- Traducciones de De qui és el bosc?
  - Castellano. ¿De quién es el bosque?. (Trad. María del Carmen Rute). Barcelona: La Galera, Barcelona, 1976.
  - Eusquera. Norena da basoa?. (Trad. Joxan Ormazábal). Euskal Liburu eta Kantuen Argitaldaria, San Sebastián, 1981.
- Traducciones de El rastre de les bombolles
  - Castellano. Partitura para saxo. (Trad. Rosa Huguet). SM, Madrid, 1993.
- Traducciones de Els set enigmes de l'iris
  - Castellano. Los siete enigmas del iris. (Trad. Angelina Gatell). La Galera, Barcelona, 1984.
- Traducciones de En Pere trapella
  - Bretón. Pêr al Lankon. (Trad. Beatris Jouin). An Here, Kemper, 1989.
  - Castellano. Pedro pícaro. (Trad. José Antonio Pastor Cañada). La Galera, Barcelona, 1983.
  - Sardo. Pedru Matzone. (Trad. Diegu Corraine). Papiros, Nùgoro, 1989.
- Traducciones de Globus de lluna plena
  - Castellano. Globo de luna llena. (Trad. Julia Goytisolo). Argos-Vergara, Barcelona, 1983.
  - Eusquera. Llargi beteko globoak. (Trad. Josu Landa). Argos-Vergara, Barcelona, 1983.
  - Gallego. Globo de lúa chea. (Trad. Carlos Casares). Argos-Vergara, Barcelona, 1982.
- Traducciones de L'escarabat verd
  - Castellano. El anillo del mercader. (Trad. María Luisa Lissón). La Galera, Barcelona, 1977.
- Traducciones de L'oca d'or
  - Castellano. La oca de oro. (Trad. José Antonio Pastor Cañada). La Galera, Barcelona, 1984.
  - Sueco. Guldgansen. (Trad. Yvonne Blank). Almqvist & Wiksell, Estocolm, 1986.
- Traducciones de L'ou de cristall
  - Castellano. El huevo de cristal. (Trad. Angelina Gatell). La Galera, Barcelona, 1987.
- Traducciones de Nicolaua, braç de ferro
  - Castellano. Nicolasa, muñeca de hierro. (Trad. Carme Pallach). Teide, Barcelona, 1987.
- Traducciones de Quan l'Eloi va ser música
  - Castellano. Eloy un día fue música. (Trad. José Antonio Pastor Cañada). La Galera, Barcelona, 1981.
- Traducciones de Un gat dalt del teulat
  - Castellano. Un gato en el tejado. (Trad. Mercedes Caballud). La Galera, Barcelona, 1983.
- Traducciones de Un passeig pel Poble Espanyol
  - Inglés. A walk through the Spanish Village. Beta, Barcelona, 1998.
  - Castellano. Un paseo por el Pueblo Español. Beta, Barcelona, 1998.
- Traducciones de Utinghami, el rei de la boira
  - Castellano. Utinghami, el rey de la niebla. (Trad. Joles Sennell). La Galera, Barcelona, 1979.
  - Eusquera. Utinghami lainotako errege. (Trad. Arantxa Sarriegi). Euskal Liburu eta Kantuen Argitaldaria, San Sebastián, 1981.

## Premios literarios
- Premi Josep Maria Folch i Torres de novel·les per a nois i noies 1976: L'escarabat verd.
- Premi Crítica Serra d'Or de literatura infantil i juvenil 1981: La fantasia inacabable d'Antoni Gaudí.
- Premi L'Esparver 1982: Lluna de tardor.
- Premi Guillem Cifre de Colonya 1983: Els set enigmes de l'iris.
- Premi Lola Anglada 1984: El planeta dels set sols.
- Premi de Literatura Infantil El Vaixell de Vapor 1991: S'ha de ser animal!.[2]